# Любовта не се купува
„Любовта не се купува“ (на английски: Can't Buy Me Love) е американски тийнейджърска романтична комедия от 1987 г. на режисьора Стив Раш, и участват Патрик Демпси и Аманда Питърсън.